# 法院人員
在普通法司法管轄區，法院人員（英語：officer of the court）是指任何參與司法體系的法律執業者，包括法官、律師及法律輔助人員，與律政書記（又稱司法書記、司法助理）並非同一概念。
在部分大陸法司法管轄區，法院人員（法官除外）稱為司法輔助人員，與司法文員並非同一概念。

## 法院人員組成
- 法官、裁判官、仲裁員
- 檢察官
- 律師（美國[4]；在英格蘭及威爾斯不屬法院人員[5]）、法律輔助人員（加拿大安大略省[6]）

### 法庭之友
- 死因裁判官、醫學檢驗官、精神健康專業人員及其他醫學專家
- 估價人、會計師、筆跡鑑證專家及其他專業人士
- 執行官、司法行政官、警員及其他執法人員

## 外部連結
- Law.com （页面存档备份，存于）
- Publications bibliography